# Kensington-palota
A Kensington-palota a brit királyi család tagjai által használt építmény. A palota a Kensington Gardensben, a londoni Kensington és Chelsea kerületben található.

## Építése és története
A Sir Christopher Wren által újratervezett kastély korábban vidéki magánrezidencia volt, 1689-ben pedig II. Mária angol királynő és III. Vilmos angol király kibővíttették, mert nem bírták elviselni a Whitehall téli nyirkosságát. A következő 70 év során a palota egyre fontosabbá vált az ország társadalmi és politikai életében. I. és II. György életében az ingatlan pazar dísztermekkel lett berendezve, és kiemelkedő bútor- és festménygyűjteményt kapott. William Kent kidolgozott mennyezeti dekorációi különösen jól ismertek. II. György halála után (1760) az épület egyre inkább veszített jelentőségéből. A mai napig többé nem lakott uralkodó benne. 2019-ben a Kensington-palotát körülbelül 510 000 ember kereste fel.
Viktória hercegnő 1819-ben itt született, és az úgynevezett Kensington-rendszer szigorú felügyelete alatt nőtt fel. Amikor 1837 júniusában nagybátyja, IV. Vilmos halála után királynő lett, azonnal a Buckingham-palotába költözött.
A palotát 1912-ben nyitották meg először a nagyközönség előtt. A londoni City relikviáiból és egyéb tárgyakból rendeztek itt kiállítást, amely több mint 13 000 embert vonzott egyetlen nap alatt. Ma itt csodálhatjuk meg a Londoni Múzeum kiállításait.

## Használata
Eduárd kenti herceg és felesége, Katalin sokáig csak a palota bizonyos részeit, nevezetesen a Wren House-t lakták. 2013 elején Vilmos walesi herceg és felesége, Katalin közös lakásba költözött a Kensington-palotában. Lányuk születése után a család ideiglenesen az Anmer Hallban lakott. Ma Vilmos és Katalin él a lakásban három gyermekével az 1A apartmanban, ahol az irodáik találhatók; 2022 nyarán azonban átköltöztették fő rezidenciájukat a windsori kastély területén található Adelaide Cottage-ba.
Az eljegyzés bejelentése óta Henrik sussexi herceg és neje, Meán a Kensington-palota területén található Nottingham Cottage-ban lakott, majd 2019 tavaszán a Frogmore Cottage-ba költöztek.
Diana ott élt 1981-től egészen 1997-ben bekövetkezett haláláig. Az átfogó felújítás után a palota nagy része nyitva áll a látogatók előtt.

## Képgaléria

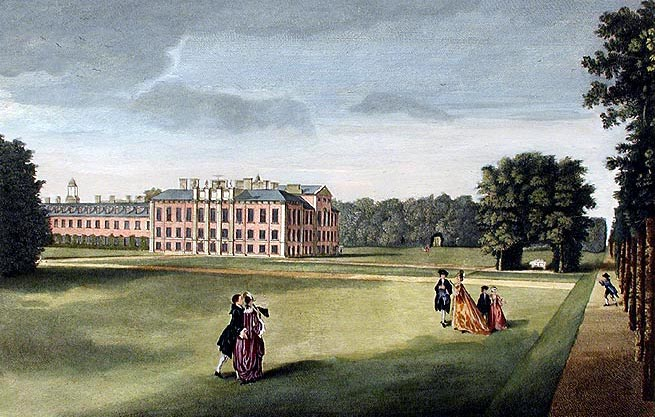
A Kensington-palota a 18. században
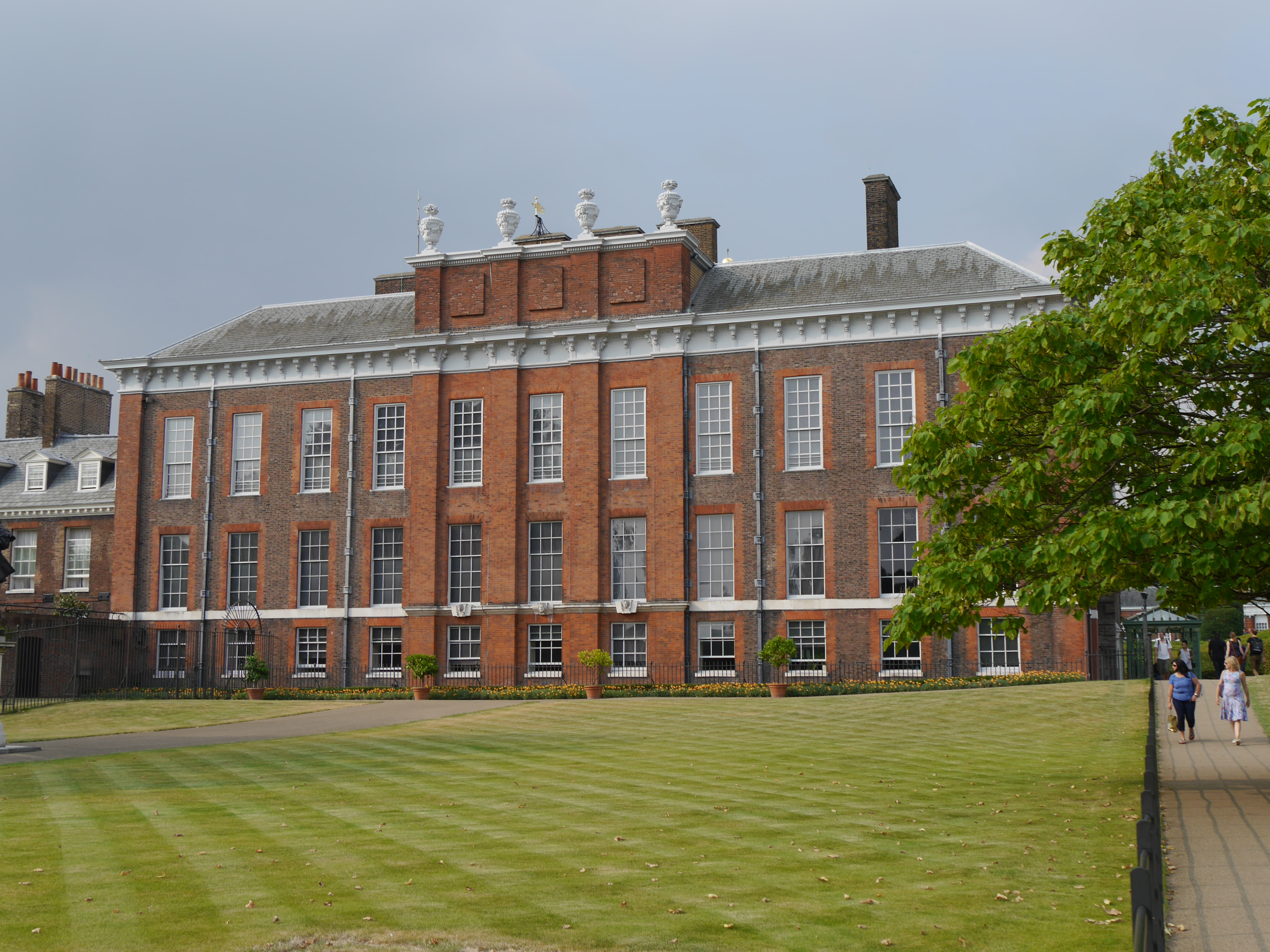
A palota déli homlokzata
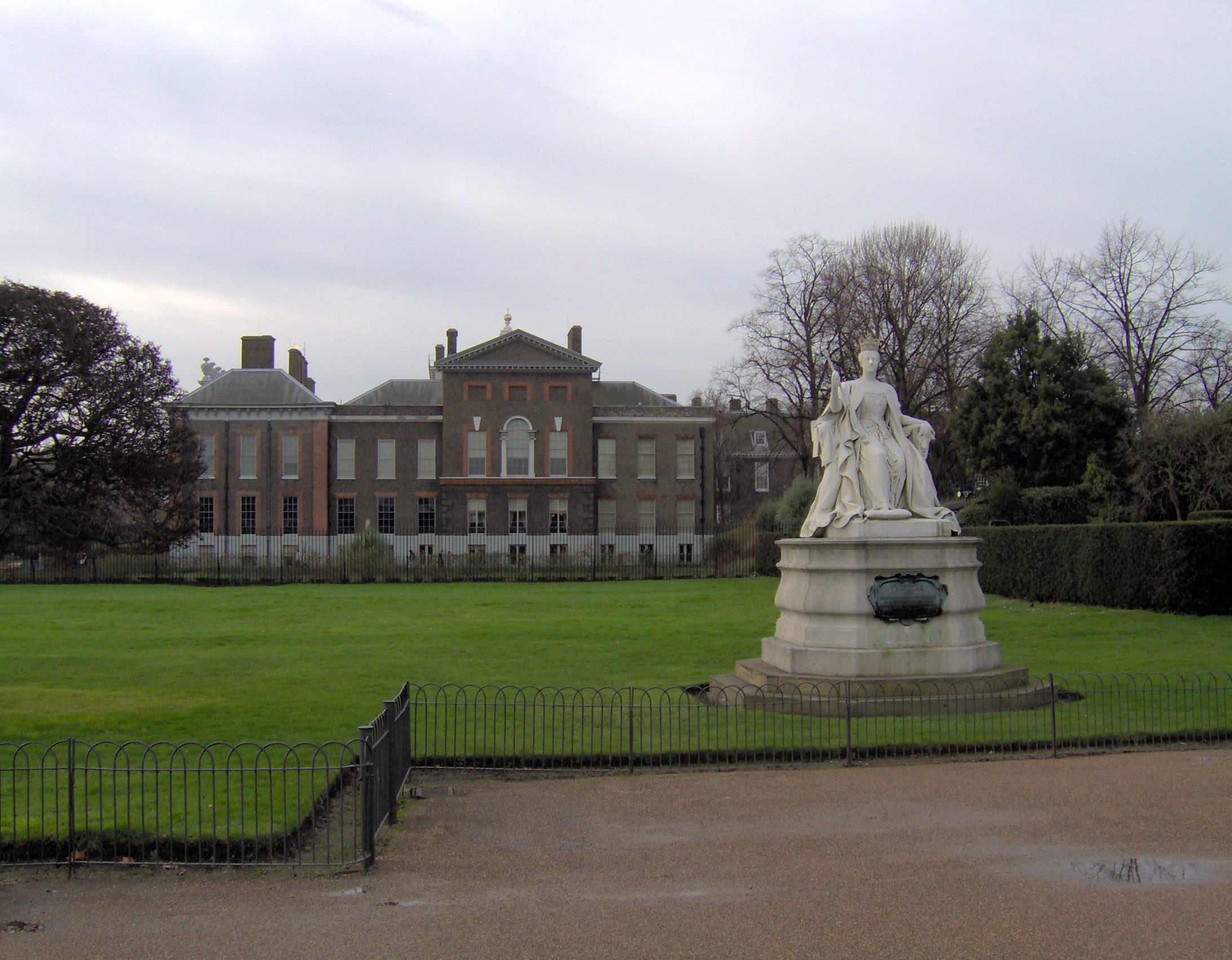
A keleti homlokzat Viktória brit királynő emlékművével
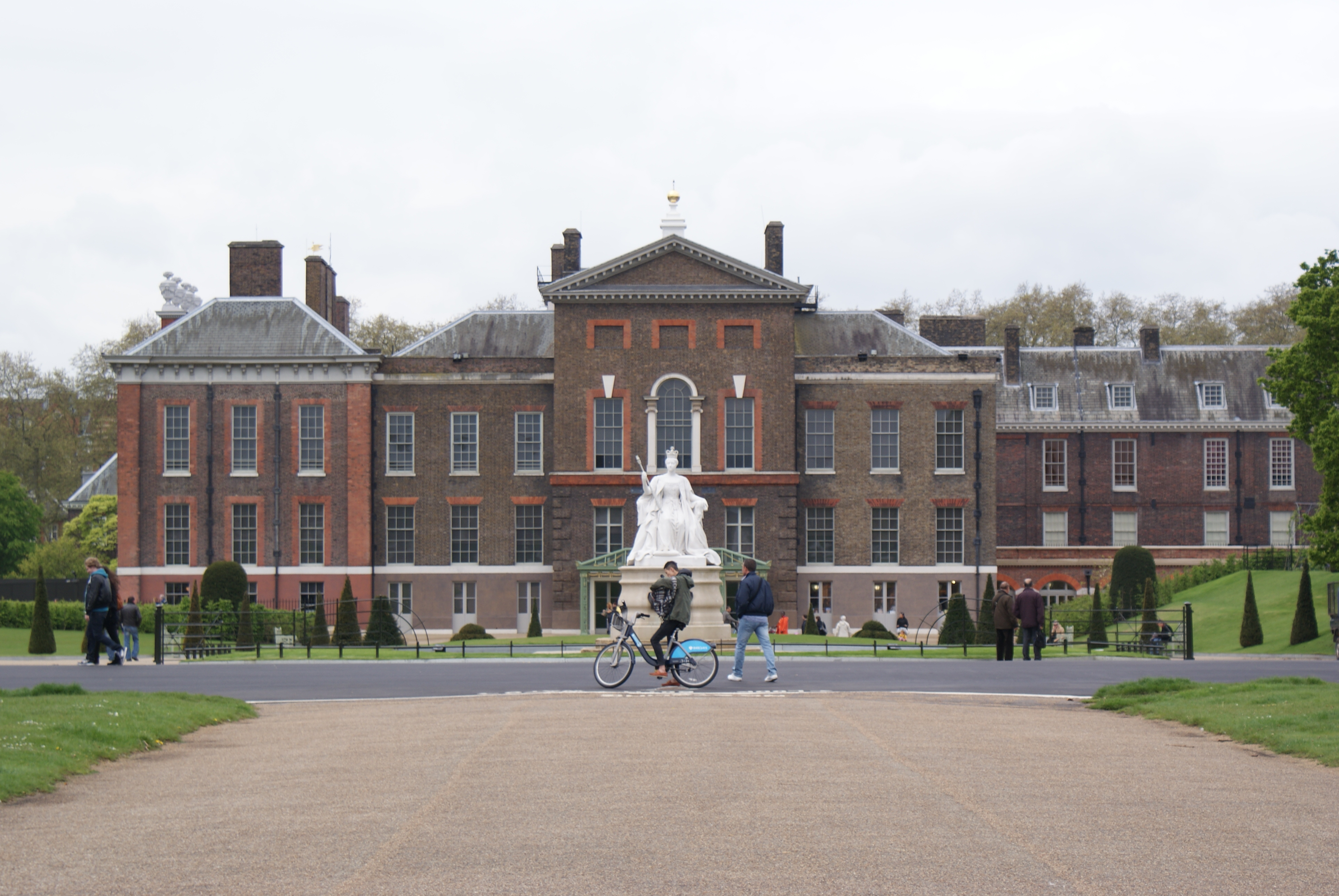
A keleti homlokzat
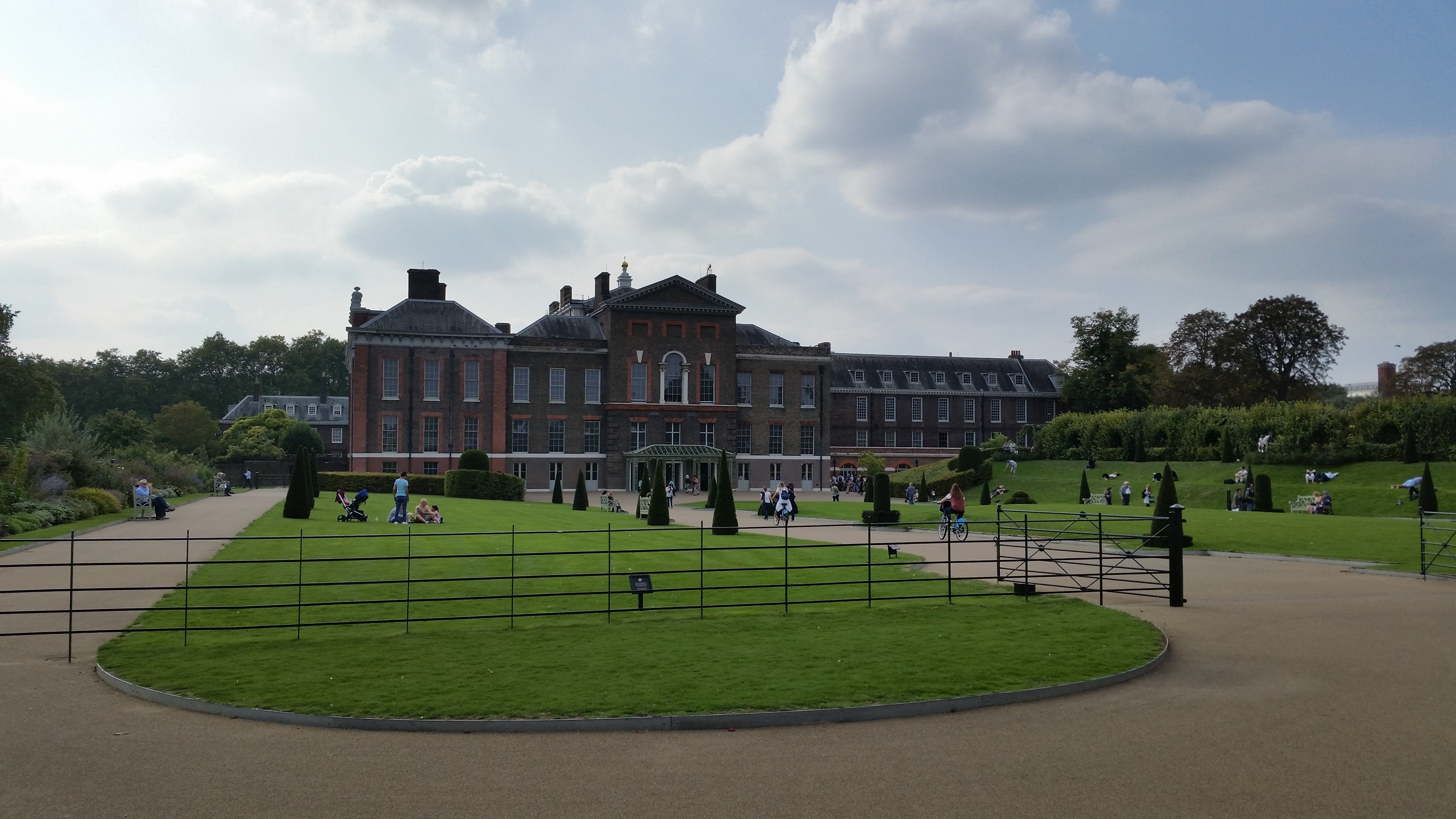
Kensington Gardens
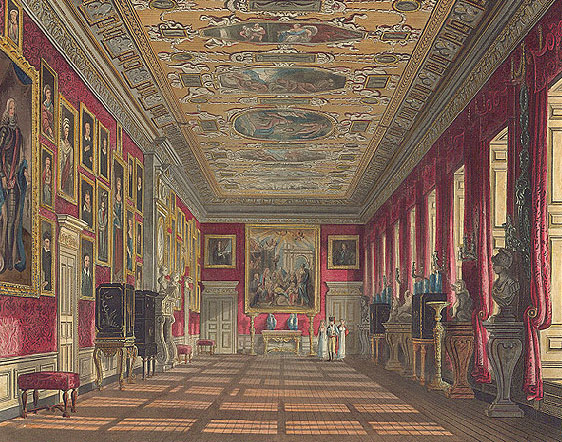
A King’s Gallery (1819)
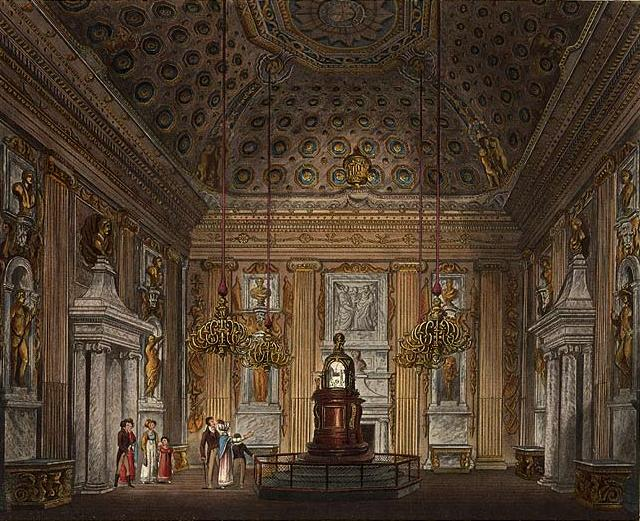
A Kupolaterem

## Fordítás
- Ez a szócikk részben vagy egészben  a   Kensington Palace című német Wikipédia-szócikk ezen változatának fordításán alapul.  Az eredeti cikk szerkesztőit annak laptörténete sorolja fel. Ez a jelzés csupán a megfogalmazás eredetét és a szerzői jogokat jelzi, nem szolgál a cikkben szereplő információk forrásmegjelöléseként.